# 岡村倫行
岡村 倫行（おかむら りんこう、1944年（昭和19年） - ）は日本画家。京都府京都市出身。

## 経歴
- 1944年-京都市に生まれる。

京都市立日吉ヶ丘高等学校（現・京都市立美術工芸高等学校）美術コース日本画課程卒業。卒業時「波」にて美術評論家より好評を博す。
卒業後、青塔社に入塾。池田遙邨に師事。
- 1962年-日展初出品にて初入選
  - 第15回京展初出品にて市長賞
- 1963年-新日展初入選  (以後14回入選)、京都市長賞（以降２回受賞）
- 1973年-日春展「THE ROOM」にて日春賞（以降３回受賞）
  - 第1回京都府日本画新人展新人賞、副賞としてイタリア・フランスにて研修
- 1976年-個展開催  (朝日画廊)
  - 日春展奨励賞  (以後2回受賞)
- 1979年-第11回日展「花と」にて特選・白寿賞
- 1980年-第12回日展「行く人」にて連続特選、無鑑査
  - 個展開催  (高島屋東京店・京都店)
- 1981年-山種美術館賞展「砂に」にて優秀賞
- 1983年-京都市芸術新人賞
  - 京都教育大学助教授就任
- 1985年-日展審査員  (以後5回)
  - 京都画壇日本画秀作展出品  (以後3回)
  - 個展〈日々所応〉開催  (高島屋東京店・京都店)
- 1986年-日展「綿津見」にて会員賞
  - 個展〈地終海始〉開催  (京都、東京、大阪、岡山巡回)
- 1989年-個展開催（大雅堂、同90年）
- 1996年-日展評議員
  - 「蒲生野」制作　奈良県立万葉文化館に収蔵
- 1997年-日春展審査員
- 1999年-増上寺光摂殿大広間天井絵に「白い花」で参加
- 2004年-京都文化博物館特別展「京の今日」展出品
- 2006年-第38回日展「蘇」にて内閣総理大臣賞
- 2007年-日展内閣総理大臣賞受賞記念　岡村倫行素描展開催  (銀座松屋)
- 2008年-京都教育大学より名誉教授号授与
- 2011年-京都精華大学日本画コース講師  (〜2015年)
- 2013年-京都府立堂本印象美術館　京都現代作家展示　〈日々所応〉岡村倫行展開催
- 2018年-第36回京都府文化賞　功労賞

現在-日展会員　青塔社会員　京都教育大学名誉教授

## 主な作品収蔵先
- 日展会館
- 山種美術館
- 奈良県立万葉文化館
- 増上寺
- 京都府